# Big Thing
Big Thing je páté studiové album britské skupiny Duran Duran, které vyšlo v roce 1988 u vydavatelství EMI Records. Kapela se na něm představila v sestavě Simon LeBon, John Taylor, a Nick Rhodes.

## Verze

### LP - EMI, DDB 33 - UK, 1988
3:41 Big Thing

4:06 I Don't Want Your Love

4:34 All She Wants Is

5:08 Too Late Marlene

4:36 Drug (It's Just A State Of Mind)

4:23 Do You Believe In Shame?

5:19 Palomino

0:32 Interlude One

6:12 Land

0:32 Flute Interlude

2:37 The Edge Of America

3:03 Lake Shore Driving

- album vyšlo i na CD a kazetě

### 2CD - Toshiba/EMI, CP18-5769.70 - JPN, 1988
3:41 Big Thing

4:06 I Don't Want Your Love

4:34 All She Wants Is

5:08 Too Late Marlene

4:36 Drug (It's Just A State Of Mind)

4:23 Do You Believe In Shame?

5:19 Palomino

0:32 Interlude One

6:12 Land

0:32 Flute Interlude

2:37 The Edge Of America

3:03 Lake Shore Driving

4:15 Notorious (live)

5:28 Vertigo (Do the Demolition) (live)

5:31 New Religion (live)

5:02 Hungry Like the Wolf (live)

4:57 American Science (live)

- Japonské vydání obsahuje druhý disk s 5 skladbami z koncertu v Rotterdamu v roce 1987

### CD - Parlophone, CDPRG 1007 - UK, 1994
3:41 Big Thing

4:06 I Don't Want Your Love

4:34 All She Wants Is

5:08 Too Late Marlene

4:36 Drug (It's Just A State Of Mind)

4:23 Do You Believe In Shame?

5:19 Palomino

0:32 Interlude One

6:12 Land

0:32 Flute Interlude

2:37 The Edge Of America

3:03 Lake Shore Driving

4:18 Drug (Daniel Abraham Mix)

- re-edice alba na CD s jedním bonusem

## Umístění v hitparádách
- UK - No.15
- USA - No.24
- Švédsko - No.27
- Švýcarsko - No.19
- Rakousko - No.20
- Německo - No.31

## Singly
- I Don't Want Your Love
- All She Wants Is
- Do You Believe In Shame?